# خوان آلوارس (بازیکن فوتبال، زاده ۱۹۴۸)
خوان آلوارس (اسپانیایی: Juan Álvarez‎؛ زادهٔ ۱۲ آوریل ۱۹۴۸) بازیکن فوتبال اهل مکزیک بود.
از باشگاه‌هایی که در آن بازی کرده است می‌توان به باشگاه فوتبال اتلتیکو اسپانیول و باشگاه فوتبال تیکوس اشاره کرد.
وی همچنین در تیم ملی فوتبال مکزیک بازی کرده است.